# Y'est où le paradis ?
Pour plus de détails, voir Fiche technique et Distribution.
Y'est où le paradis ? est un film québécois réalisé par Denis Langlois, qui est sorti en 2017.

## Synopsis
En plein hiver, Samuel, un jeune homme et sa sœur Émilie tous les deux vivant avec une légère déficience intellectuelle, filent en douce de leur foyer d'accueil pour se lancer à la recherche de leur mère décédée subitement dans un accident routier. À une première tentative, ils se rendront à la maison de leur mère pour constater qu'elle n'y est plus. Par la suite, ils s'engouffreront dans la forêt à la recherche du Matchi Manitou, le paradis de la chasse et de la pêche, où ils pensent y retrouver leur mère.

## Fiche technique
- Titre original : Y'est où le paradis ?
- Réalisation : Denis Langlois
- Scénario : Bertrand Lachance, Denis Langlois
- Musique : Marc Ouellette
- Direction artistique : Sylvain Lemaître
- Décors : Élise Bédard
- Costumes : Mélanie Garcia
- Coiffure et maquillage : Dominique T. Hasbani
- Photographie : Philippe Roy
- Son : Tod van Dyk, Olivier Calvert, Stéphane Bergeron
- Montage : Elric Robichon
- Production : Nicolas Comeau, Bertrand Lachance
- Société de production : 1976 Productions, Les Productions Castor & Pollux
- Sociétés de distribution : Axia Films
- Budget : 1,4 million de dollars[1]
- Pays de production :  Canada
- Langue originale : français
- Format : couleur
- Genre : drame
- Durée : 90 minutes
- Dates de sortie :
  - États-Unis : 4 mars 2017  (Festival international du film de Miami)
  - Canada : 17 novembre 2017 (sortie en salle au Québec)

## Distribution
- Maxime Dumontier : Samuel
- Marine Johnson : Émilie
- Élyse Aussant : Diane
- Gisèle Trépanier : Monique, la grand-tante
- Denise Andrieu : Louise, la grand-mère
- Patrick Renaud : Jean
- Brad Gros-Louis : jeune homme #1
- Akienda Lainé : jeune homme #2
- Geneviève Morin-Dupont : Carole
- Michel Thériault : Gilles
- Véronique Gallant : Mado, la mère
- Mathieu Thibodeau : Samuel jeune
- Roseline Lamontagne : Émilie jeune
- Marc Barakat : Yves
- Pierre Gaudette : curé